# A magyar labdarúgó-válogatott mérkőzései 1912-ben
A magyar labdarúgó-válogatottnak 1912-ben tíz mérkőzése volt. Az első alkalommal olimpián részt vevő magyar csapat rögtön a legerősebbel, az angol csapattal került szembe, a svéd rendezők által kiírt vigaszdíjat hozta haza Németország és Ausztria legyőzésével.

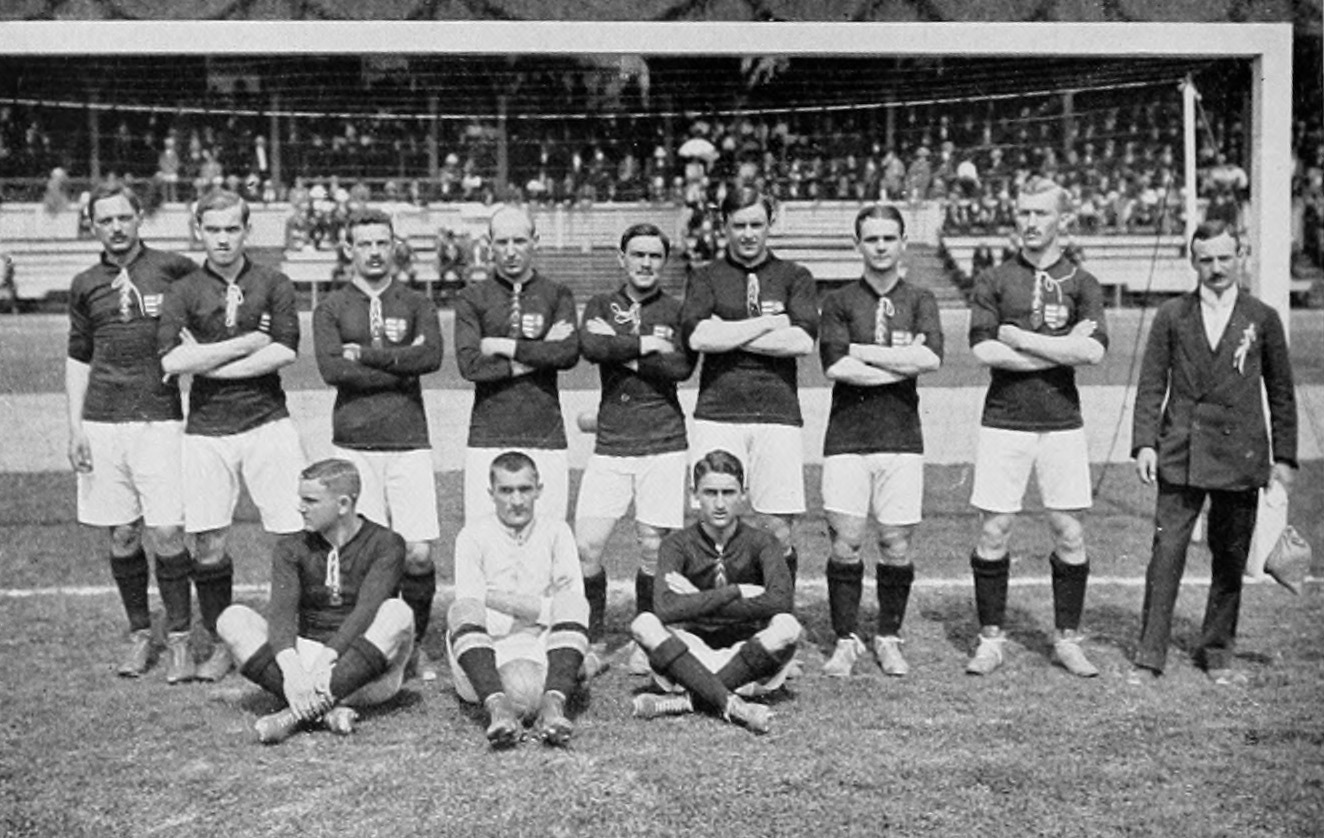
A magyar labdarúgó-válogatott az 1912-es játékokon

Szövetségi kapitány:
- Herczog Ede

## Eredmények
| 35. mérkőzés 1912. április 14. | Magyarország                    | 4 – 4             | Németország                                 | FTC-pálya, Budapest Nézőszám: 25 000 Játékvezető: Hugo Meisl (AUT) |
| 35. mérkőzés 1912. április 14. | Schlosser 9' Bodnár 59' 65' 75' | (1 – 4) Részletek | Möller 14' Kipp 15' Worpitzky 23' Jäger 41' | FTC-pálya, Budapest Nézőszám: 25 000 Játékvezető: Hugo Meisl (AUT) |

| 36. mérkőzés 1912. május 5. Wagner-serleg | Ausztria     | 1 – 1             | Magyarország | Hohe Warte Stadion, Bécs Nézőszám: 15 000 Játékvezető: John Howcroft (ENG) |
| 36. mérkőzés 1912. május 5. Wagner-serleg | Fischera 87' | (0 – 1) Részletek | Bodnár 21'   | Hohe Warte Stadion, Bécs Nézőszám: 15 000 Játékvezető: John Howcroft (ENG) |

| 37. mérkőzés 1912. június 20. | Svédország                   | 2 – 2             | Magyarország          | Walhalla, Göteborg Nézőszám: 2 500 Játékvezető: Albert Meerum Terwogt (NED) |
| 37. mérkőzés 1912. június 20. | Bergström 8' I. Swensson 46' | (1 – 1) Részletek | Bodnár 37' Pataki 68' | Walhalla, Göteborg Nézőszám: 2 500 Játékvezető: Albert Meerum Terwogt (NED) |

| 38. mérkőzés 1912. június 23. | Norvégia | 0 – 6             | Magyarország                                        | Gamle Frogner-stadion, Kristiania Nézőszám: 4 000 Játékvezető: Ruben Gelbord (SWE) |
| 38. mérkőzés 1912. június 23. |          | (0 – 2) Részletek | Schlosser 21' 89' Tóth-Potya 31' Bodnár 49' 71' 72' | Gamle Frogner-stadion, Kristiania Nézőszám: 4 000 Játékvezető: Ruben Gelbord (SWE) |

| 39. mérkőzés 1912. június 30. Olimpiai játékok | Anglia                                  | 7 – 0             | Magyarország | Råsunda Idrottplats, Stockholm Nézőszám: 8 000 Játékvezető: Christiaan Groothoff (NED) |
| 39. mérkőzés 1912. június 30. Olimpiai játékok | Walden 21' 23' 49' 55' Woodward 42' 53' | (3 – 0) Részletek |              | Råsunda Idrottplats, Stockholm Nézőszám: 8 000 Játékvezető: Christiaan Groothoff (NED) |

| 40. mérkőzés 1912. július 3. Olimpiai játékok | Magyarország         | 3 – 1             | Németország  | Råsunda Idrottplats, Nézőszám: 2 000 Játékvezető: Christiaan Groothoff (NED) |
| 40. mérkőzés 1912. július 3. Olimpiai játékok | Schlosser 5' 40' 82' | (2 – 0) Részletek | Förderer 55' | Råsunda Idrottplats, Nézőszám: 2 000 Játékvezető: Christiaan Groothoff (NED) |

| 41. mérkőzés 1912. július 5. Olimpiai játékok | Magyarország                        | 3 – 0             | Ausztria | Råsunda Idrottplats, Nézőszám: 5 000 Játékvezető: Herbert James Willing (NED) |
| 41. mérkőzés 1912. július 5. Olimpiai játékok | Schlosser 32' Pataki 72' Bodnár 72' | (1 – 0) Részletek |          | Råsunda Idrottplats, Nézőszám: 5 000 Játékvezető: Herbert James Willing (NED) |

| 42. mérkőzés 1912. július 12. | Oroszország | 0 – 9             | Magyarország                                                   | SZKSZ-stadion, Moszkva Nézőszám: 3 000 Játékvezető: George Richard Bayness (ENG) |
| 42. mérkőzés 1912. július 12. |             | (0 – 3) Részletek | Pataki 9' 44' 49' 75' Schlosser 40' 58' Kertész II 47' 54' 84' | SZKSZ-stadion, Moszkva Nézőszám: 3 000 Játékvezető: George Richard Bayness (ENG) |

| 43. mérkőzés 1912. július 14. | Oroszország | 0 – 12            | Magyarország                                                                                 | SZKSZ-stadion, Moszkva Nézőszám: 3 000 Játékvezető: George Richard Bayness (ENG) |
| 43. mérkőzés 1912. július 14. |             | (0 – 3) Részletek | Kertész II 17' 36' 64' Schlosser 39' 50' 69' 71' 90' Pataki 65' 73' Tóth-Potya 79' Bródy 86' | SZKSZ-stadion, Moszkva Nézőszám: 3 000 Játékvezető: George Richard Bayness (ENG) |

| 44. mérkőzés 1912. november 3. Wagner-serleg | Magyarország                            | 4 – 0             | Ausztria | FTC-pálya, Budapest Nézőszám: 30 000 Játékvezető: John Howcroft (ENG) |
| 44. mérkőzés 1912. november 3. Wagner-serleg | Schlosser 21' 80' Bodnár 34' Pataki 65' | (2 – 0) Részletek |          | FTC-pálya, Budapest Nézőszám: 30 000 Játékvezető: John Howcroft (ENG) |

## Lásd még
- A magyar labdarúgó-válogatott mérkőzései (1902–1929)
- A magyar labdarúgó-válogatott mérkőzései országonként